# ブレダM1931 13.2mm機関銃
ブレダ モデル31（伊: Breda Mod.31）は、ソチエタ・イタリアーナ・エルネスト・ブレーダが生産した広く使用された重機関銃であり、第二次世界大戦においてイタリア海軍およびイタリア王立陸軍に使用された。海上においては軽対空火器として使用された。陸上では陸軍の装甲指揮車輌、さらに海軍の沿岸・港湾防備用武装列車に搭載されて重機関銃として用いられた。
第二次世界大戦後においてもイタリア財務警察の哨戒艇に搭載されて使用された。

## 来歴
ブレダ モデル31は、大日本帝国陸軍のホ式十三粍高射機関砲同様にフランス製のオチキス M1929重機関銃のライセンス生産品である。ブレダは生産ライセンスを1929年に取得したが、1931年に生産が開始されるまで二年間を要した。
モデル31は水上艦艇では単装および二連装マウントで搭載されることが多かったほか、潜水艦では収納式二連装マウントで搭載されることが多かった。モデル31は短距離防空を目的としていたが、他国の同等の機関銃と同様にこれらの小口径銃では銃弾が軽く射程距離が短いため、低高度の雷撃機や高高度の爆撃機からの攻撃を防げないことが明らかになった。
性能も良く信頼性の高い銃だったが、後にその役割をブレダ 20/65 モデル1935に譲った。

## 構造
モデル31はティルトボルトを有するガス圧作動の空冷式機関銃である。給弾は湾曲した30発入り弾倉を機関部上面に挿入することで行われる。銃身の冷却は、外周のリブの間を空気が通ることで行われる空冷式であった。

## 海軍での使用
ブレダ モデル1931を搭載した艦艇は次の通り。

### イタリア
- アデュア級
- アルキメーデ級
- アルゴ級
- オリアーニ級
- オルサ級
- カーニ級
- カルヴィ級（英語版）
- グラウコ級（英語版）
- クルタトーネ級（英語版）
- コンテ・ディ・カブール級
- サウロ級
- ザラ級重
- ジュッサーノ級
- スクアーロ級（英語版）
- スピカ級
- セラ級
- ソルダティ級
- チクローネ級
- トレント級
- トゥルビネ級
- ナヴィガトーリ級
- バリッラ級
- フォカ級（英語版）
- フォルゴーレ級
- ブリン級
- フルット級（英語版）
- フレッチャ級
- ペルラ級
- マエストラーレ級
- マルコーニ級
- マルチェロ級
- リウッツィ級

### スウェーデン
- T11水雷艇
- T14水雷艇

## 運用者
- イタリア海軍
- スウェーデン海軍 – 13,2 mm 機関銃 M/It（13,2 mm ksp M/It）として[6]